# 格但斯克大学
格但斯克大學（波蘭語：Uniwersytet Gdański）是位於波蘭格但斯克的一所公立研究型大學。它是滨海省最大的大學，除去主校區外，在索波特和格丁尼亚還有兩個分校。

## 歷史

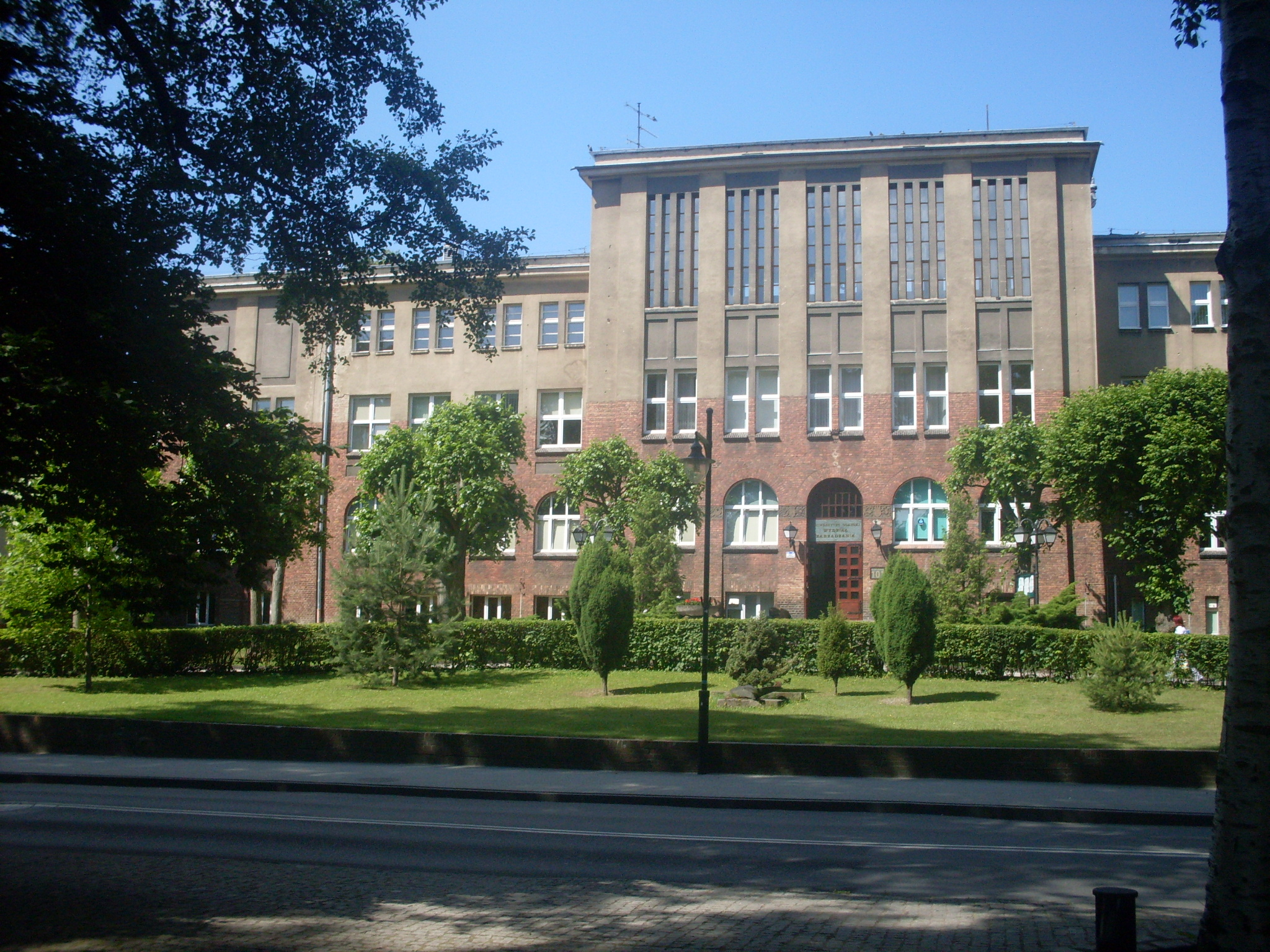
管理系

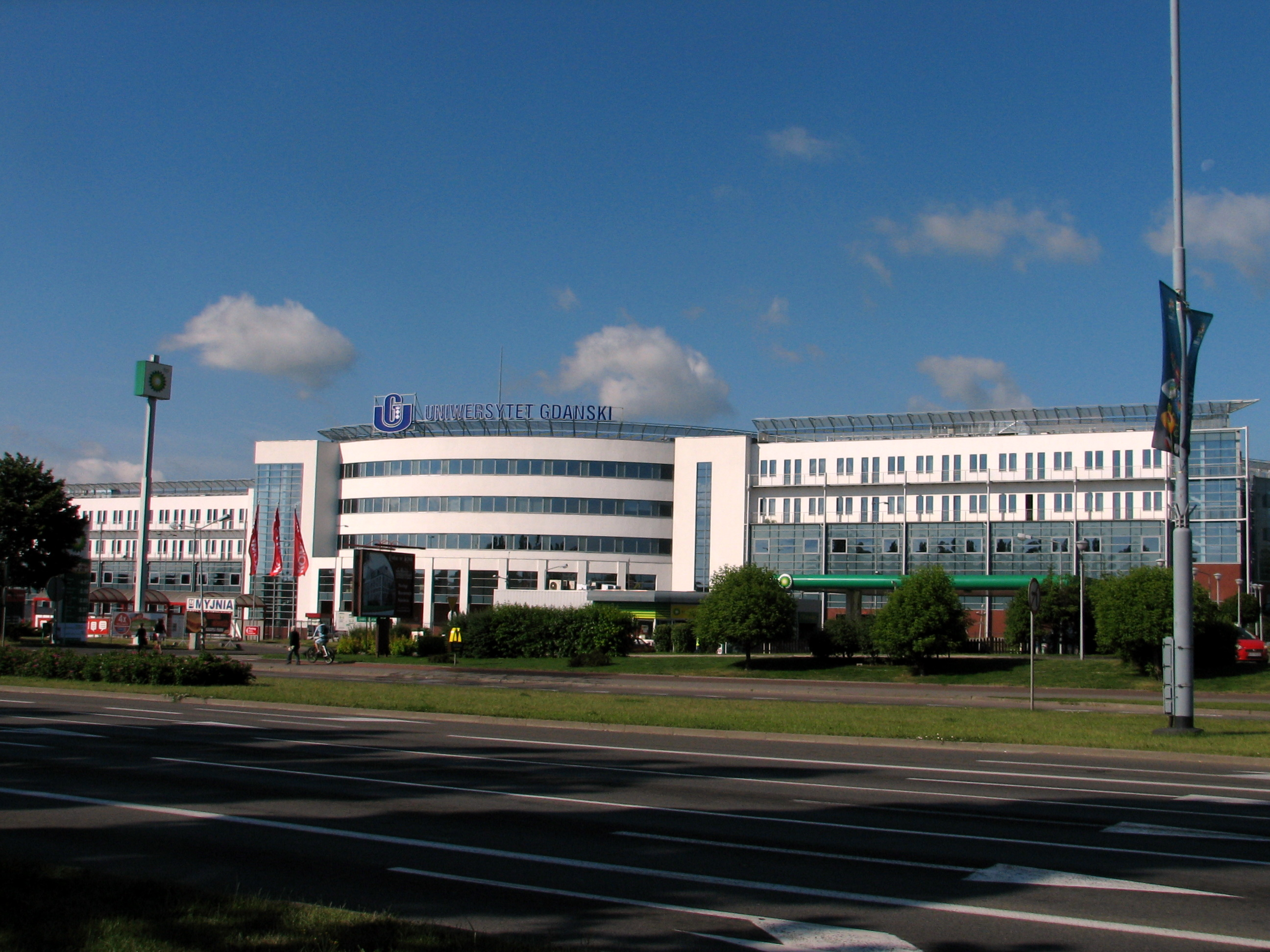
社會科學系

該大學創立於1970年3月20日，前身是1945年成立的索波特高等海洋貿易學校（後索波特高等經濟學校）和1946年成立的格但斯克教育學院。至今海洋研究和經濟學研究仍為該大學的重點學科。學校經濟上則多受歐盟的援助。